# 出来ごころ
『出来ごころ』（できごころ）は、1933年（昭和8年）9月7日公開の日本映画である。松竹キネマ製作・配給。監督は小津安二郎。モノクロ、スタンダード、サイレント、100分。
坂本武演じる喜八を主人公とした「喜八もの」の第1作で、物語はキング・ヴィダー監督の『チャンプ』からヒントを得ている。第10回キネマ旬報ベスト・テン第1位。

## あらすじ

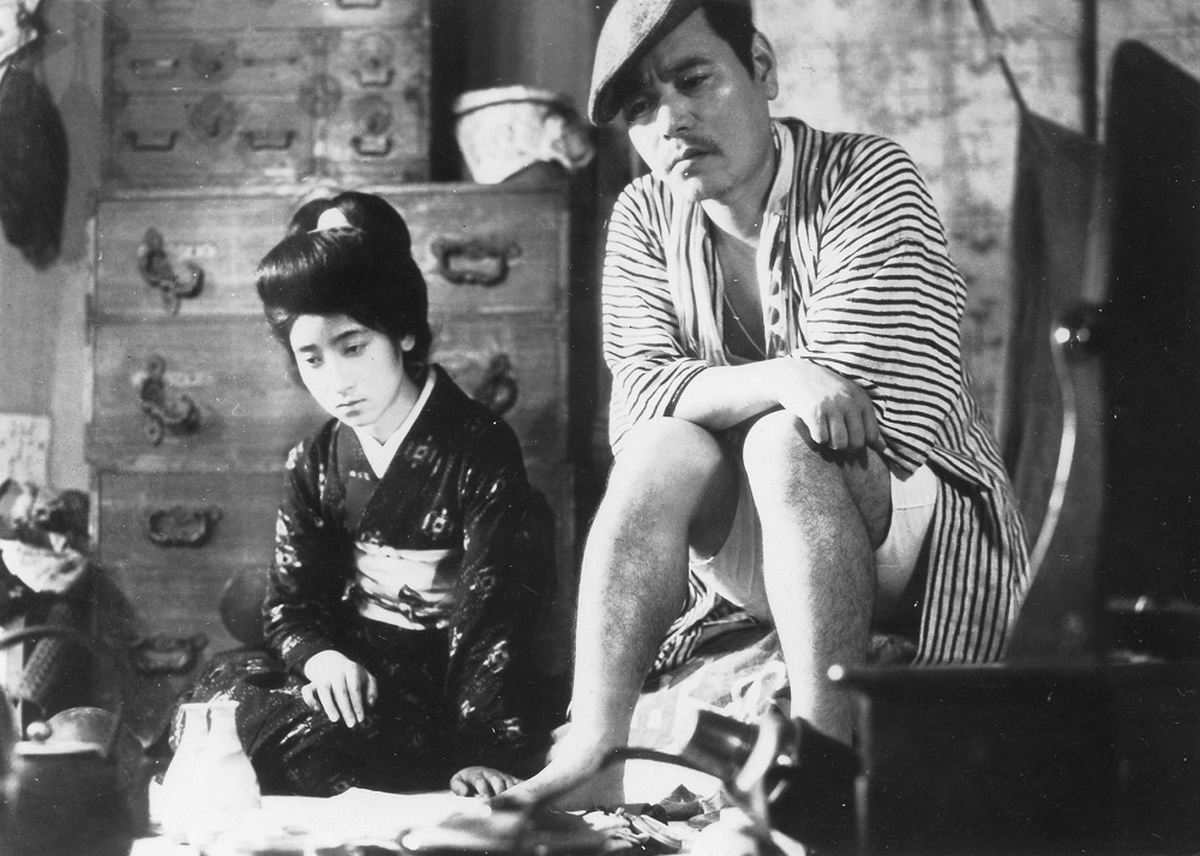
伏見信子（左）と坂本武（右）

昭和初期の東京の下町。男やもめの喜八は、小学３年の息子・富夫を育てつつ工場で働く冴えない中年男である。弟分の次郎は元・戦友で、長屋の隣同士に住み職場も同じ長年の相棒だった。ある夜、仕事先をクビになり行き場のない若い娘・春江に一目惚れして宿を世話する喜八。
”かあやん”ことおとめが営む一膳飯屋で働き始める春江。春江に熱を上げた喜八は飯屋に通いつめて酒を呑み、工場も欠勤する有様だった。喜八には感謝しつつも、若く美男な次郎に気がある春江。しかし次郎のほうは冷たく彼女を拒む。春江から相談を受けて、次郎との仲の取り持ちを喜八に依頼する“かあやん”。失恋の痛みを隠した喜八は次郎を説得するが、次郎は頑なに断り続けた。
息子の富夫が急病で入院した。無事に退院したが入院費が払えない喜八。恩返しのために金を作ると言い出した春江が夜の商売に墜ちることを案じた次郎は、春江を想っていると打ち明けて引き止めた。次郎は、喜八の恋心を思い遣って春江を遠ざけていたのだ。
金を工面するために、北海道の漁師の募集に応じる次郎。それを知った喜八は、春江に別れを告げる次郎を殴って気絶させ、代わりに北海道行きの船に乗った。しかし、船が千葉の銚子に差し掛かる前に息子が恋しくなった喜八は、海に飛び降り、泳いで戻り始めた。

## スタッフ
- 監督：小津安二郎
- 脚本：池田忠雄
- 原案：ジェームス槇（小津）
- 撮影：杉本正二郎
- 撮影補助：長岡博之、星井秀雄
- 美術監督：脇田世根一
- 編集：石川和雄

## キャスト
- 喜八：坂本武
- 春江：伏見信子
- 次郎：大日方伝
- おとめ：飯田蝶子
- 富坊：突貫小僧
- 床屋の親方：谷麗光
- 先生：西村青児
- 級長：加藤清一
- 医師：山田長政
- 会社の上役：石山隆嗣
- 船の客：笠智衆（ノンクレジット）

## その他
- 『非常線の女』の完成後、小津は荒田正男との共作でシナリオ『大学よいとこ』を書きあげたが、興行価値に乏しいとして保留になった。そこで代わりに作ったのが本作であった。
- 次郎の部屋に貼ってあるポスターは、交通ストライキに材をとった久板栄二郎の戯曲『交運の兄妹』である。